# Johnny Galecki
Johnny Galecki, all'anagrafe John Mark Galecki (Bree, 30 aprile 1975), è un attore e regista statunitense, principalmente noto per aver interpretato il ruolo di Leonard Hofstadter nella sitcom The Big Bang Theory.

## Biografia
Nasce a Bree, in Belgio, il 30 aprile del 1975, figlio di Richard Galecki, un militare statunitense di origini polacche, e di Mary Lou Noon, una consulente immobiliare statunitense di origini irlandesi e siciliane (Palermo). Il padre è stato membro della United States Air Force in una base in Belgio. La famiglia Galecki fa ritorno negli Stati Uniti a Oak Park, in Illinois, quando Johnny ha tre anni.
Dopo una serie di lavori televisivi, debutta sul grande schermo nel 1988 nel film Le ragazze di Jimmy, con River Phoenix, e in seguito recita nella commedia Un Natale esplosivo.
Durante la sua esperienza di recitazione nella sitcom Billy, Galecki inizia a fare apparizioni come ospite nella sitcom di successo della ABC Pappa e ciccia nel ruolo del fratello minore di Mark Healy (Glenn Quinn), il quale ha una relazione con Darlene Conner (Sara Gilbert). Presentato alla sua prima apparizione come Kevin Healy, il suo nome viene presto cambiato in David. Dopo alcune altre apparizioni, Galecki diventa presenza fissa nel cast di Pappa e ciccia a partire dall'autunno del 1992, dopo la cancellazione di Billy. Suo padre lo chiamava sempre James. Interpreta il ruolo di David Healy fino al termine di Pappa e ciccia nel 1997, con il suo personaggio che alla fine sposa Darlene e ha due figli con lei. Personaggio che continua ad interpretare anche nella serie The Conners, spin-off di Pappa e Ciccia. Anche il personaggio interpretato da Galecki in The Big Bang Theory avrà una relazione di breve durata con il personaggio interpretato da Kaley Cuoco nella stessa sitcom.
Nel 1995 è protagonista del video della Dave Matthews Band Satellite.
Galecki continua la sua serie di ruoli cinematografici lavorando nel film comico Mr. Bean - L'ultima catastrofe, nell'horror So cosa hai fatto e nell'indipendente The Opposite of Sex - L'esatto contrario del sesso, interpretando in quest'ultimo film un adolescente gay che mente su molestie da lui subite. Nel 2000 partecipa al film Bounce, con Ben Affleck e Gwyneth Paltrow, mentre l'anno successivo ottiene una piccola parte in Vanilla Sky. Infine nel 2005 ebbe un'apparizione nel telefilm My Name Is Earl.
Nella stagione 2006-2007, Galecki lavora a Broadway nella commedia The Little Dog Laughed, dove interpreta un gigolò, la sua parte prevedeva anche alcune scene di nudo frontale. Ha partecipato ad alcuni episodi di Hope & Faith.
Galecki interpreta Leonard Hofstadter nella sitcom della CBS The Big Bang Theory, che debutta il 24 settembre 2007. Inizialmente gli viene chiesto di interpretare il ruolo di Sheldon Cooper, ma afferma di essere più adatto al ruolo di Leonard Hofstadter, quindi il ruolo di Sheldon viene assegnato a Jim Parsons. Durante la sua precedente interpretazione di David Healy in Pappa e ciccia, Sara Gilbert ha interpretato la sua fidanzata di lunga data e successivamente sua moglie, Darlene Conner; appare ora nel personaggio di Leslie Winkle, una sua collega in The Big Bang Theory, con cui ha una breve relazione. Anche Laurie Metcalf, che ha interpretato Jackie Harris, la sorella di Roseanne in Pappa e ciccia, appare in The Big Bang Theory, stavolta nel ruolo di Mary Cooper, madre del coinquilino di  Leonard, ovvero Sheldon.
Nel 2008 lavora nella fanta-commedia Hancock, con Will Smith, mentre nel 2011 interpreta Borel nel film In Time. Nel 2014, dall'ottava stagione di The Big Bang Theory, insieme ai protagonisti della sitcom Jim Parsons e Kaley Cuoco, percepirà un assegno di oltre un milione di dollari a episodio. Questi tre artisti diventano così gli attori di serie televisive più pagati di sempre.

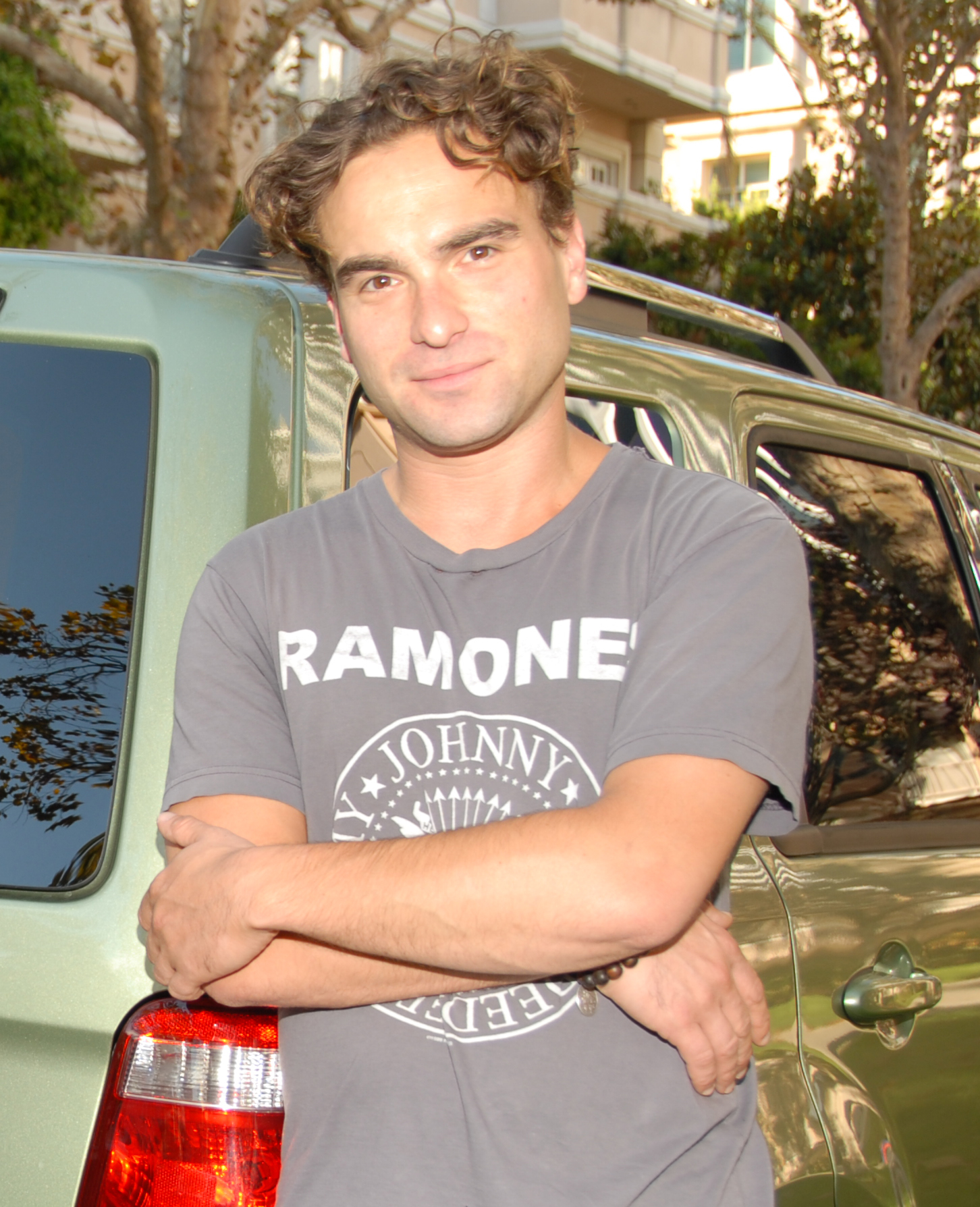
Johnny Galecki nel 2007

## Vita privata
Mentre lavoravano insieme sul set The Big Bang Theory, Galecki e la co-star Kaley Cuoco si fidanzarono per circa due anni fino al dicembre 2009 e contemporaneamente, anche nella serie, i loro personaggi erano fidanzati. La Cuoco ha affermato al CBS Watch che sono rimasti in buoni rapporti anche dopo la fine della loro relazione. 
Galecki ha avuto una relazione sentimentale con l'attrice Kelli Garner nel 2012; i due si sono separati nel 2014, ma sono rimasti amici.
Galecki possiede 360 acri di terra a Santa Margarita (California); la proprietà include vigneti e una capanna di tronchi. Alla fine del giugno 2017 la sua proprietà viene parzialmente distrutta dai violenti incendi che imperversavano in quella parte della California.
Da settembre 2018 frequenta Alaina Meyer, da cui in dicembre 2019 ha avuto un bambino. Nel novembre 2020 hanno annunciato la loro separazione.

## Filmografia parziale

### Cinema
- Le ragazze di Jimmy (A Night in the Life of Jimmy Reardon), regia di William Richert (1988)
- La renna (Prancer), regia di John D. Hancock (1989)
- Un Natale esplosivo (Christmas Vacation), regia di Jeremiah S. Chechik (1989)
- Mr. Bean - L'ultima catastrofe (Bean), regia di Mel Smith (1997)
- Suicide Kings, regia di Peter O'Fallon (1997)
- So cosa hai fatto (I Know What You Did Last Summer), regia di Jim Gillespie (1997)
- The Opposite of Sex - L'esatto contrario del sesso (The Opposite of Sex), regia di Don Roos (1998)
- Bounce, regia di Don Roos (2000)
- Playing Mina Lisa, regia di Mettew Hoffman (2000)
- Morgan's Ferry, regia di Sam Pillsbury (2001)
- Vanilla Sky, regia di Cameron Crowe (2001)
- Bookies, regia di Mark Illsley (2003)
- Chrystal, regia di Ray McKinnon (2004)
- Hancock, regia di Peter Berg (2008)
- Table for Three, regia di Michael Samonek (2009)
- In Time, regia di Andrew Niccol (2011)
- CBGB, regia di Randall Miller (2013)
- The Cleanse, regia di Bobby Miller (2016)
- The Ring 3 (Rings), regia di F. Javier Gutiérrez (2017)
- Qua la zampa 2 - Un amico è per sempre (A Dog's Journey), regia di Gail Mancuso (2019)

### Televisione
- American Dreamer –1 serie TV, 17 episodi (1990-1991)
- Blossom - Le avventure di una teenager (Blossom) – serie TV, episodio 1x06 (1991)
- Billy – serie TV, 13 episodi (1992)
- Pappa e ciccia (Roseanne) – serie TV, 93 episodi (1988-1998)
- My Name Is Earl – serie TV, 7 episodi (2005)
- Hope & Faith – serie TV, 3 episodi (2005-2006)
- The Big Bang Theory – serie TV 279 episodi (2007-2019) – Leonard Hofstadter
- Entourage – serie TV, 3 episodi (2011)

## Doppiatori italiani
- Gabriele Lopez in The Big Bang Theory, Entourage
- Fabrizio Manfredi in The Opposite of Sex - L'esatto contrario del sesso
- Luigi Ferraro in So cosa hai fatto
- Franco Mannella in My Name Is Earl
- Giorgio Milana in Pappa e ciccia
- Gianluca Tusco in Bounce
- Giorgio Borghetti in Un Natale esplosivo
- Alessandro Serafini in Hancock
- Carlo Scipioni in The Ring 3
- Emiliano Coltorti in Hope & Faith
- Fabrizio Vidale in CBGB